# 声ガール!
『声ガール!』（こえガール）は、朝日放送テレビ（ABCテレビ）の制作により、テレビ朝日でも、2018年4月8日から6月10日まで放送されていたテレビドラマである。左記2局以外のテレビ朝日系列局の一部でも遅れネットで放送されていた。朝日放送テレビで同日から新設されたドラマ枠『ドラマL』の第1弾作品。

## 概要
『プリキュアシリーズ』の放送開始から15周年を迎え、同シリーズとコラボしたテレビドラマである。声優を目指している5人の少女たちが寮で共同生活を送りながら、互いに助け合ったり、競い合ったりして、共に「声優の道」を歩むといった青春群像劇となっており、2017年2月5日から2018年1月28日まで放送された『キラキラ☆プリキュアアラモード』でメインキャスト・有栖川ひまり / キュアカスタード 役を演じた福原遥が主演を務める。
福原は「小さいころから憧れていたプリキュアと、声優としてだけでなく、女優としても関われることがとてもうれしいですし、なんと言っても声優の素晴らしさをたくさんの方に伝えたいです。楽しみに待っていてください!」、企画プロデュースを担当する飯田新は「このドラマは青春群像劇でありながら、声優のお仕事ドラマでもあります。声優ってこんなにステキな仕事なんだということを感じていただけたらうれしく思います。実際に活躍されている声優の方々もたくさん登場しますので、ご期待ください」と語っている。
福原以外の主要出演者4人もプロの声優からの特別レッスンを受けて、初めての声優役に挑むことになる。また、2011年2月6日から2012年1月29日まで放送された『スイートプリキュア♪』でメイジャーランドの女王・アフロディテ役を演じた日髙のり子が真琴の母・マリ役でレギュラー出演するのをはじめ、2014年2月2日から2015年1月25日まで放送された『ハピネスチャージプリキュア!』で氷川いおな / キュアフォーチュン役を演じた戸松遥、これまでプリキュアのシリーズ作品でサブキャラクター役として出演している浪川大輔が本人役として出演するなど、実際に活躍する声優も多数出演することになっている。『プリキュアシリーズ』とのコラボとしては、劇中で同シリーズの名場面映像やキャラクター、決め台詞が随所に用いられることになっているほか、放送直前の2018年4月6日に公開された『プリキュアシリーズ』15周年記念PV第2弾では福原が本作の主人公・真琴として出演し、シリーズ第1作『ふたりはプリキュア』のキュアブラック・キュアホワイトと共演するシーンも入れられている。

## ストーリー
菊池真琴は家がやっている駅前にある青果店の看板娘。日々店先で野菜や果物を名調子に乗せて説明し、客や周囲の店、近所の子供たちからも親しまれていた。しかし真琴自身と言えば高校卒業後の進路が決まっていない状態だった。そんな折り、その光景を目にした芸能プロダクション「イハラオフィス」のマネージャーである大島雄一郎から声優にスカウトされることになる。大島はイハラオフィスの声優部門の立て直しを任されており、声優の素質がある人物をスカウトしようと選別するなかで、真琴に何かを感じたようだった。
後日レコーディングスタジオに向かうと、アフレコブースにはスタジオに向かう途中で出会った栗山麻美をはじめ、稲葉蓮、森本小夏、落合涼子といった真琴同様に大島にスカウトされた声優の卵たちがいた。そして早速ボイステストを行うのだが、他の4人と比べると真琴はどうもうまく行かず、プロ意識や声優への熱意を高く持つ麻美からは「中途半端な気持ちでやらないで欲しい」と叱責を受け落ち込んでしまう。
一方、たまたまアフレコブースを通りかかった人気声優の戸松遥は、ボイステストの素材に自分が出演していた『ハピネスチャージプリキュア!』が使われていたのと、そこで悪戦苦闘している真琴の姿を見る。そしてロビーで落ち込む真琴を見かけると、声をかけ励ましアドバイスする。真琴はその夜戸松からのアドバイスを思い出し、早速作品のDVDを繰り返し見ることで自分の演技との違いを実感、そしてそれをなぞるように演技することで演技することの楽しさを知るようになる。
こうしてアニメも声優のことも知らないまま声優の世界に飛び込んだ真琴。麻美たちと共に事務所の寮で共同生活を送りながら、レッスンやオーディションなど経験したことのない出来事に奮闘し、時には戸松に相談し良きアドバイスを得て実践するなど、声優の道を邁進することになった。

## 登場人物

### 主要人物
普段は「イハラ寮」で共同生活を送っている。
菊池真琴
演 - 福原遥
本作の主人公。八百屋「フルーツキクチ」の一人娘として過ごしてきた少女。声優に関して知識も経験も無かったが、ある日スカウトされたことで声優の世界へ飛び込むことになる。テーマカラー・桃。
栗山麻美
演 - 中村ゆりか
プロ意識にあふれ、声優としての実力も随一の少女。真琴のライバルとなる。テーマカラー・赤。
稲葉蓮
演 - 永尾まりや
プリキュアオタクの少女で劇中のきめ台詞が口癖。声優への憧れと、こだわりが人一倍強い。テーマカラー・青。
森本小夏
演 - 天木じゅん
普段は関西弁で話す、元気で天真爛漫な少女。5人のムードメーカーになるが、負けず嫌いな面も持つ。テーマカラー・黄。
落合涼子
演 - 吉倉あおい, 後藤由依良(幼少期、第6話出演)
元人気子役で声優に転身した少女。5人の中では一番の年長で、他の4人の世話をしたり優しい言葉をかけたりする。テーマカラー・緑。

### イハラオフィス
声優のマネジメントも行う芸能事務所。マネジメントしていた声優が独立や他の事務所へ移籍したため、新たにスカウトした新人を育てようとしている。
大島雄一郎
演 - 鶴見辰吾
真琴たちをスカウトした敏腕マネージャー。
正田克敏
演 - 中尾暢樹
真琴たちのマネージャーで大島の部下。

### その他
菊池マリ
演 - 日髙のり子
真琴の母親。八百屋「フルーツキクチ」を営む。
戸松遥
演 - 戸松遥（特別出演）
第一線で活躍する人気声優。ボイステストでアフレコブースにいた真琴を見かけてから彼女と交流するようになり、以後真琴の良き相談相手となる。

#### ゲスト
第1話
小学生
演 - 田中悠愛・松浦理仁・上杉美風（最終話）
「フルーツキクチ」に、真琴の話を聞きに来る小学生。
第2話
母親
演 - 遠藤留奈
迷子の女の子の母親。
女の子
演 - 田中乃愛
母親と逸れて泣きじゃくる迷子の女の子。真琴が声をかけて泣き止みさせる。
須永プロデューサー
演 - 小林且弥（第3話）
大島の知人のプロデューサー。オーディションで真琴を見出し、ガヤを依頼。
第3話
寺田ディレクター
演 - 岡部尚
アニメ『カキカケ!』のディレクター
声優
演 - 井澤佳の実
アニメ『カキカケ!』第1話の声優（ナツメ役）
アニメのディレクター
演 - 冨永昌敬
荒尾友香理
演 - ちーしゃみん
アニメ『カキカケ!』第1話の声優。少女F役
観月奏多
演 - 鈴木つく詩
アニメ『カキカケ!』第1話の声優。少女E役
第4話
音響監督 柳田
演 - 岩田光央（特別出演）
アニメ『しあわせのカボチャ』の音響監督
音響スタッフ
演 - 佐伯亮
女子高生
演 - 伊吹美咲・阿久津美咲
「フルーツキクチ」の客
中年女性
演 - 加藤美智子
「フルーツキクチ」の客
第5話
編集者
演 - 大水洋介
グラビア雑誌の編集者
編集スタッフ
演 - 千代將太
グラビア雑誌のスタッフ
第6話
徳川
演 - 浅香あき恵
主人公たちが暮らす寮の近所のおばちゃん。寮に住む彼女たちの練習声で真琴がいじめられていると勘違いしていた。
浪川大輔
演 - 浪川大輔（特別出演）
涼子があこがれる人気声優。涼子は海外ドラマの吹き替えアフレコで共演することに。
患者の霊役役者
演 - 遠藤留奈
ホラー映画『邪霊』の出演者。
謎の看護師役者
演 - 北村味加
ホラー映画『邪霊』の出演者。
第7話
アニメディレクター
演 - 斉藤陽一郎
アニメ『ラブライ部! In NY』のディレクター。
演 - 川瀬陽太
アニメ『AQUARIUM MEET GIRL』のディレクター。
演 - 伊藤佳範
アニメ『ブシジョ!!』のディレクター。
第8話
CM監督 沖田
演 - 沖田修一
演技トレーナー
演 - 加藤弘晃
小笠原久美
演 - 青木さやか（第9話・最終話）
イハラオフィスを辞め、今は大手芸能事務所「ベリーファインエージェンシー」でマネージャーをしている。以前イハラオフィスにいた声優全員を引き抜き、後に麻美にも声をかけ、引き抜きを画策する。
鶴岡優
演 - 仁村紗和（第9話・最終話）
以前はイハラオフィスにいたが、小笠原とともに事務所を移籍した。真琴とともに最終オーディションに残り、真琴をライバル視する。
西村プロデューサー
演 - デビット伊東（第9話・最終話）
超人気漫画『君といちについて。』が原作のアニメのプロデューサー。
最終話
声優
演 - 伊瀬茉莉也
『君といちについて。』マキ役の声優。
声優
演 - 田辺留依
『君といちについて。』ななみ役の声優。

## 放送局・配信元

### 放送局
| 放送期間                  | 放送時間                     | 放送局         | 対象地域   | 備考                          |
| ------------------------- | ---------------------------- | -------------- | ---------- | ----------------------------- |
| 2018年4月8日 - 6月10日    | 日曜 2:30 - 3:00（土曜深夜） | テレビ朝日     | 関東広域圏 | 制作局より21時間5分先行ネット |
|                           | 日曜 23:35 - 翌0:05          | 朝日放送テレビ | 近畿広域圏 | 制作局                        |
| 2018年4月14日 - 6月16日   | 土曜 0:50 - 1:20（金曜深夜） | 静岡朝日テレビ | 静岡県     |                               |
| 2018年4月14日 - 7月7日    | 土曜 2:00 - 2:30（金曜深夜） | 琉球朝日放送   | 沖縄県     |                               |
| 2018年4月17日 - 6月19日   | 火曜 1:25 - 1:55（月曜深夜） | メ〜テレ       | 中京広域圏 |                               |
| 2018年4月18日 - 6月20日   | 水曜 0:50 - 1:20（火曜深夜） | 長野朝日放送   | 長野県     |                               |
| 2018年4月21日 - 6月23日   | 土曜 0:50 - 1:20（金曜深夜） | 山形テレビ     | 山形県     |                               |
| 2018年4月26日 - 6月28日   | 木曜 1:40 - 2:10（水曜深夜） | 青森朝日放送   | 青森県     |                               |
| 2018年5月1日 - 7月3日     | 火曜 0:20 - 1:25（月曜深夜） | 北陸朝日放送   | 石川県     |                               |
| 2018年5月18日 - 8月10日   | 金曜 1:20 - 1:50（木曜深夜） | 愛媛朝日テレビ | 愛媛県     |                               |
| 2018年10月8日 - 12月10日  | 月曜 1:30 - 2:00（日曜深夜） | 新潟テレビ21   | 新潟県     |                               |
| 2018年10月25日 - 12月27日 | 木曜 2:25 - 2:55（水曜深夜） | 九州朝日放送   | 福岡県     |                               |
| 2019年4月8日 - 6月10日    | 月曜 0:55 - 1:30（日曜深夜） | 長崎文化放送   | 長崎県     |                               |
| 2020年4月5日 - 6月6日     | 日曜 1:10 - 1:40（土曜深夜） | 山口朝日放送   | 山口県     | [ 注釈 4 ]                    |

### インターネット配信
朝日放送テレビでの放送済分は、dTV、Amazonビデオ、GYAO!ストア、HAPPY!動画、J:COMオンデマンド、Rakuten TV、TSUTAYA TV、U-NEXT、ビデックスJP、ひかりTV、TELASA、ビデオマーケット、milplusで配信が行われている。

## スタッフ
- 脚本 - 吹原幸太、保木本真也
- 音楽 - 池永正二（あらかじめ決められた恋人たちへ）
- 撮影 - 四宮秀俊
- 撮影助手 - 小島洋輔、酒井馨
- 照明 - 秋山恵二郎
- 照明助手 - 西あずさ、中村和也、吉永良芽生
- 録音 - 高田伸也
- 録音助手 - 豊嶋晃子
- 美術プロデューサー - 橋本昌和
- 美術デザイン - 安藤真人
- 美術進行 - 岡村正樹
- 持道具 - 廣田朋夏、石月奈々子
- 衣装 - 纐纈春樹
- 衣装助手 - 上田リサ
- メイク - 土井彩菜
- メイク助手 - 小林希
- 劇中ポスターデザイン - 印南貴行
- 小道具印刷 - 石橋誉礼
- 振付 - 堀向麻未
- スチール - 平野敬子
- 編集 - 今井俊裕
- VFX - 横石淳
- PC画面 - 岡本喜典
- 技術営業 - 平木美和
- 編成 - 武田行剛（朝日放送テレビ）
- 宣伝 - 市川貴裕（朝日放送テレビ）、朝比奈紀子（朝日放送テレビ）
- ホームページ - 澤野井信宏（朝日放送テレビ）、小松亜実、鍛治真紀子
- 助監督 - 古畑耕平、黒啓太、服部無双
- 助監督見習い - 笹沼未冬
- 記録 - 松田理紗子
- 制作部管理 - 鍋島章浩
- 制作部 - 村山淳、武田祥、香川春人、仲佐愛
- 車輌 - 千田英樹、佐藤晶子
- 制作デスク - 中村美恵（朝日放送テレビ）、中里麻衣子（ファインエンターテイメント）
- プロデューサー補 - 中田陽子（朝日放送テレビ）
- アニメーション協力 - 熊谷仁志（ハートビット）
- アニメーション監修 - 東映アニメーション、ABCアニメーション
- 企画プロデュース - 飯田新（朝日放送テレビ）
- プロデューサー - 山崎宏太（朝日放送テレビ）、清家優輝（ファインエンターテイメント）
- 監督 - 瀬田なつき、相馬寿樹、玉澤恭平
- 制作協力 - ファインエンターテインメント
- 制作著作 - 朝日放送テレビ

## 放送日程
- 放送日は制作局・朝日放送テレビ基準。

| 話数   | 放送日               | サブタイトル       | ラテ欄                                                             | 脚本       | 監督       |
| ------ | -------------------- | ------------------ | ------------------------------------------------------------------ | ---------- | ---------- |
| 第1話  | 4月08日              | 夢はプリキュア声優 | プリキュアの名場面が甦る声優青春ドラマ!!                           | 吹原幸太   | 瀬田なつき |
| 第2話  | 4月15日              | ダメ出しの嵐に涙!  | プリキュアコラボの声優ドラマ!! ダメ出しの嵐に涙…                   | 吹原幸太   | 瀬田なつき |
| 第3話  | 4月22日              | ガヤ声優の落とし穴 | 甦る!! 歴代プリキュア名場面 声優業界×青春ドラマ 最後は“声ダンス”!! | 吹原幸太   | 瀬田なつき |
| 第4話  | 4月30日 （月・振休） | スイプリ推し美少女 | 甦る!! 歴代プリキュア名場面 声優業界×青春ドラマ!!                  | 保木本真也 | 相馬寿樹   |
| 第5話  | 5月06日              | 声優×水着でバズる  | あのプリキュア名場面が甦る!! 声優業界×青春ドラマ                   | 保木本真也 | 相馬寿樹   |
| 第6話  | 5月13日              | 浪川大輔…降臨!?    | あのプリキュア名場面が甦る!! 本格声優×青春ドラマ                   | 保木本真也 | 玉澤恭平   |
| 第7話  | 5月20日              | 戸松遥ライブで絶叫 | 人気声優ライブ!! 声優の光と影 声優業界×青春ドラマ                  | 保木本真也 | 玉澤恭平   |
| 第8話  | 5月27日              | 敏腕女マネ現るっ!! | 禁断! 看板声優の引き抜き!? 本格声優×青春ドラマ                     | 吹原幸太   | 瀬田なつき |
| 第9話  | 6月03日              | 声ガールズ解散危機 | 声優オーデュションでダンス!? 本格声優×青春ドラマ                   | 吹原幸太   | 瀬田なつき |
| 最終話 | 6月10日              | プリキュアに挑む   | 憧れのアニメに出演なるか!? 本格声優×青春ドラマ                     | 吹原幸太   | 瀬田なつき |

## 主題歌
It's Show Time!!
作詞：前山田健一、作曲・編曲：Tak Miyazawa、歌：福原遥×戸松遥（ソニー・ミュージックアソシエイテッドレコーズ）

## 関連番組
ドラマの劇中ラジオ番組である『戸松遥のおとまつでした。』が、2018年4月9日（8日深夜）から6月11日（10日深夜）まで朝日放送ラジオ（ABCラジオ）にて、毎週月曜1:30 - 1:40（日曜深夜）に実際の番組として放送された。戸松がそのままパーソナリティを務め、本番組と連動する形で声優業界に関するトークを繰り広げる内容。